# Chen Wen-ling
Chen Wen-ling (16 de agosto de 1994), es una luchadora taiwanesa de lucha libre. Ganadora de una medalla de bronce en Campeonato Asiático de 2015. 